# 辉腾高勒
辉腾高勒（“冷河”），也作灰腾河，位于中华人民共和国内蒙古自治区中东部的一条河流，高格斯台郭勒右岸支流，发源于锡林郭勒盟锡林浩特市白音库伦牧场宝格达图分场西北伊和图来图山，蜿蜒向西南，于阿巴嘎旗洪格尔高勒镇辉腾高勒嘎查附近与南支相汇，以上为干河，以下均有清水。辉腾高勒南支为宽1～2千米的河谷沼泽地，东临白银库伦诺尔。干流自辉腾高勒嘎查蜿蜒向西流，经巴彦洪格尔嘎查，过巴彦布日都嘎查后转向西北流，经洪格尔高勒镇政府驻地、白音高勒水库、巴彦呼格吉勒图嘎查等地后于阿尔善塔格汇入高格斯台郭勒。河长92.4千米，流域面积932.3平方千米，河道平均比降为3.48‰。辉腾高勒河谷开阔，河槽宽浅，水流平缓，河谷内多沼泽湖泊。